# Szamchal
Szamchał, samchal – tytuł władców państw kumyckich lub kumycko-lakijskich (szamchalat, szamchałstwo) w Dagestanie używany od XVI do XIX wieku: 
- Szamchałstwa Kazikumuchskiego (VIII-XVII, nazwa późniejsza – z poł. XX wieku) ze stolicą w Kumuch oraz jego kontynuacji:
- Szamchałstwa Tarkowskiego (ok. XIV-XV w. – 1867) ze stolicą w Tarki.